# Daniel Cousin
Pour les articles homonymes, voir Cousin.
Daniel Cousin, né le 7 février 1977 à Libreville, est un footballeur international gabonais qui évolue au poste d'attaquant entre 1997 et 2014.
Reconverti en tant qu'entraîneur, il est sélectionneur du Gabon entre septembre 2018 et mars 2019.

## Biographie

### En club
Joueur de deuxième division française, il accède en 2003 avec Le Mans à la Ligue 1. L'équipe reste une saison en Ligue  1, terminant 19e du championnat 2003-2004.

#### RC Lens
Daniel Cousin rejoint le Racing Club de Lens à l'été 2004. Il y signe pour quatre saisons, mais restera trois ans.

##### Saison 2004-2005
Il finit la saison avec 9 buts marqués, juste derrière John Utaka. Cette même saison les Lensois se qualifient pour les seizièmes de finale de la Coupe de France, en disposant des amateurs de Saint-Dizier 4-0, entre autres grâce à un but inscrit en fin de rencontre par Daniel Cousin, servi par Éric Carrière. En seizièmes de finale, quand Lille élimine Lens (3-2), à la 85e minute, un long centre de la droite d'Éric Carrière trouve la tête de Daniel Cousin, qui égalise. Cette même année en Coupe de la Ligue les Lensois s'arrêtèrent en quart de finale, à la suite d'une défaite 3-0 face aux Verts de l'AS Saint-Étienne. La saison est marquée par les difficultés de l'entraîneur Joël Muller, qui perd son poste en janvier 2005.

##### Saison 2005-2006
Daniel Cousin bénéficie de la confiance de l'entraîneur Francis Gillot et finit la saison avec 13 buts au compteur, en 33 matches de championnat joués, finissant ainsi à la quatrième place du classement général des meilleurs buteurs de Ligue 1. Le RCL termine la saison à la 4e place avec 60 points et une qualification pour la Coupe de l'UEFA.
Cette même saison le RCL est vainqueur de la Coupe Intertoto, en s'imposant 3-1 à Bollaert face aux Roumains de Cluj. Daniel inscrit le troisième but lensois à la 78e minute de jeu, sur un penalty transformé, dans une compétition ou il aura inscrit deux buts (l'autre contre les Croates de Varaždin au 3e tour).

##### Saison 2006-2007
La dernière saison à Lens est plus difficile : après un bon départ en Ligue 1, les Lensois peinent à partir du printemps, et leur buteur avec, pris en grippe par une bonne partie du public. Daniel Cousin n'inscrit que quatre buts en championnat, autant qu'en Coupe de l'UEFA. À la 37e journée contre Nice, il est hué par le public du stade Bollaert après une frappe manquée, et réplique par deux doigts d'honneur. Le RC Lens l'écarte du groupe et le place sur la liste des transferts.

#### Glasgow Rangers
En août 2007, il est transféré pour environ 1,5 M€ aux Glasgow Rangers. Il marque un but en Ligue des champions contre Lyon au Stade Gerland où son équipe s'impose 3-0. Mais le 12 décembre suivant, lors du dernier match du groupe E, Lyon s'impose 3-0, éliminant le club écossais. Au cours de cette saison, en championnat, il marque 13 buts pour 28 matchs disputés. S'il dispute aussi la Coupe de l'UEFA jusqu'aux demi-finales, il ne participe pourtant pas à la finale perdue 2-0 par son club face au Zenith Saint-Petersbourg.
En janvier 2008, les Rangers tentent de le vendre au club anglais de Fulham pour la somme de 4 millions d'euros , mais la FIFA s'oppose au transfert, car elle interdit alors à un joueur de jouer pour plus de deux clubs durant une seule et même saison. Daniel Cousin a en effet joué un match à Lens en début de saison, puis aux Rangers.

#### Hull City
Le 1er septembre 2008, Daniel Cousin signe à Hull City. Pour son premier match, à l'Emirates Stadium face à Arsenal, il inscrit le but de la victoire. La première saison, il fait partie des titulaires, mais pas la deuxième.

#### AEL Larissa
Le 31 janvier 2010, il est prêté six mois à l'AEL Larissa en Grèce. Il est définitivement transféré en août.

#### Sapins FC
Le 11 octobre 2011, alors qu'il est sans club depuis six mois, et que se dresse la perspective de la Coupe d'Afrique des nations 2012 dans son pays, Daniel Cousin rejoint le club gabonais du Sapins FC. Dès son retour à Sapins, Daniel Cousin inscrit un triplé face au CMS de Libreville, lors d'une victoire 5 buts à 0. Au terme de cette saison 2011-2012, Daniel Cousin a disputé 13 matchs de championnat et marqué 11 buts.

#### Retour aux Glasgow Rangers
Auteur d'une bonne Coupe d'Afrique des nations 2012 à domicile, Daniel Cousin retourne aux Glasgow Rangers en s'engageant jusqu'à la fin de la saison. Tout juste arrivé en Écosse, son club se voit retirer 10 points en championnat en raison des difficultés financières auxquelles les Rangers sont confrontés. Le club écossais est cependant interdit de recrutement par la Fédération écossaise de football qui bloque le transfert.

### Équipe nationale
Daniel Cousin fait ses débuts en sélection Gabonaise (les Panthères) le 23 janvier 2000 contre l'Afrique du Sud, lors de la Coupe d'Afrique des Nations (CAN). Il marque son premier but en sélection le 22 avril 2000, contre Madagascar à Libreville (1-0 victoire des Gabonais).
Lors de la période 2002-2003, Daniel Cousin décide de mettre entre parenthèses son aventure avec les Panthères. Les principales raisons en sont la mauvaise gestion du football gabonais, notamment au niveau de l'organisation des voyages, stages, primes etc. En 2006, le Gabon engage Alain Giresse comme sélectionneur ; l'un des premiers chantiers du technicien français est de convaincre Daniel Cousin de faire son retour en sélection. Ce dernier fait ainsi son retour lors d'un stage de la sélection en France en août 2006 et dispute le match amical Gabon-Algérie (2-0, victoire des Gabonais).
Mais son grand retour intervient le 2 septembre 2006 à Libreville, lors du match Gabon-Madagascar comptant pour les éliminatoires de la CAN 2008 au Ghana où le Gabon s'impose 4-0 avec un but de Cousin. Lors de ce match il porte pour la première fois le brassard de capitaine. Le Gabon ne participera pas à la CAN 2008, finissant deuxième de son groupe de trois derrière la Côte d'Ivoire. Mais lors de la campagne des éliminatoires CAN 2010 - Coupe du monde 2010, le Gabon bat le Maroc à Libreville 3-1, et valide son billet pour la CAN 2010 en Angola. Cousin inscrit le deuxième but Gabonais sur un centre de Pierre-Emerick Aubameyang. Mais le Gabon se fait doubler par le Cameroun pour la course au Mondial, en essuyant deux défaites consécutives face aux Lions indomptables, 2-0 à Libreville puis 2-1 à Yaoundé malgré la réduction du score de Daniel Cousin. Après 10 ans, le Gabon va rejouer une Coupe d'Afrique des Nations. Début janvier 2010 le Gabon prépare sa CAN en Afrique du Sud et livre un match amical contre le Mozambique (2-0, victoire du Gabon), avec un penalty de Daniel Cousin. Le 13 janvier 2010, le Gabon dispute son premier match de la CAN contre le Cameroun, victoire du Gabon 1-0, grâce à un but de Daniel Cousin à la 17e minute, sur une passe de Roguy Méyé. La suite pour le Gabon se solde par un match nul (0-0) contre la Tunisie et une défaite (2-1) contre la Zambie, ce qui n'est pas suffisant pour accéder aux quarts de finale.
Le Gabon doit se préparer pour la CAN 2012 qui se joue à domicile ; qualifié d'office, le Gabon livre plusieurs match amicaux, en août 2010 contre l'Algérie à Alger, victoire du Gabon 2-1, avec un but et une passe décisive pour Cousin. En février 2011 contre le Congo à Mantes-La Ville, victoire (2-0), avec un but sur penalty de Cousin. En octobre 2011, contre le Genoa CFC (série A italienne), victoire (3-0) avec un but de Cousin. En 2012, le Gabon réalise un bon parcours en CAN, après trois victoires en poule, (2-0) contre le Niger, (3-2) contre le Maroc et (1-0) contre la Tunisie. Le Gabon sort en quarts de finale contre les Aigles du Mali. Lors de cette compétition, Daniel Cousin marque un seul but, lors du 2-1 contre le Maroc.
Pour les éliminatoires de la CAN 2013, le Gabon se fait sortir par le Togo, concédant un 1-1 à Libreville malgré un but de la tête du capitaine Daniel Cousin. Lors de la manche retour à Lomé le Gabon s'incline (2-1). Le Gabon se fait sortir par la même occasion de la Coupe du monde 2014. En juillet/août 2013, Daniel Cousin participe à la qualification du Gabon au Championnat d'Afrique des Nations 2014 (CHAN), le pays sortant vainqueur d'une double confrontation avec le Cameroun. Cette compétition est réservée exclusivement aux joueurs africains évoluant dans leurs championnats locaux respectifs.
Entre-temps du 9 décembre au 21 décembre, le Gabon organise la Coupe de la CEMAC 2013, à Franceville et à Bitam. Le Gabon remporte le tournoi et Cousin termine meilleur buteur avec 4 buts.

### Parcours d'entraîneur
Le 25 septembre 2018, Daniel Cousin est nommé sélectionneur de l'équipe du Gabon avec pour principale mission de qualifier la sélection gabonaise pour la Coupe d'Afrique des nations 2019. Cousin ne parvient pas à qualifier le Gabon pour cette compétition, et est donc limogé le 28 mars 2019.
En mai 2019, il prend le poste d'entraineur de l'équipe l’ES Fos-sur-Mer, club de Régionale 1 en France. Il quittera le club en septembre de la même année, pour raisons personnelles.

## Statistiques
| Saison              | Club                 | Pays       | Championnat        | Championnat | Championnat | Championnat  | Championnat  | Coupe d'Europe | Coupe d'Europe | Coupe d'Europe |
| Saison              | Club                 | Pays       | Division           | Matchs      | Buts        | Cartons      | Cartons      | Type           | Matchs         | Buts           |
| ------------------- | -------------------- | ---------- | ------------------ | ----------- | ----------- | ------------ | ------------ | -------------- | -------------- | -------------- |
| Saison              | Club                 | Pays       | Division           | Matchs      | Buts        | Carton jaune | Carton rouge | Type           | Matchs         | Buts           |
| 1995 - 1996         | FC Martigues         | France     | National           | ?           | ?           | ?            | ?            | -              | -              | -              |
| 1996 - 1997         | FC Martigues         | France     | National           | ?           | ?           | ?            | ?            | -              | -              | -              |
| 1997 - 1998         | FC Martigues         | France     | Division 2         | 36          | 5           | ?            | ?            | -              | -              | -              |
| 1998 - 1999         | Chamois niortais FC  | France     | Division 2         | 22          | 1           | ?            | ?            | -              | -              | -              |
| 1999 - 2000         | Chamois niortais FC  | France     | Division 2         | 24          | 4           | ?            | ?            | -              | -              | -              |
| 2000 - 2001         | Le Mans UC           | France     | Division 2         | 29          | 6           | ?            | ?            | -              | -              | -              |
| 2001 - 2002         | Le Mans UC           | France     | Division 2         | 33          | 12          | ?            | ?            | -              | -              | -              |
| 2002 - 2003         | Le Mans UC           | France     | Ligue 2            | 33          | 15          | ?            | ?            | -              | -              | -              |
| 2003 - 2004         | Le Mans UC           | France     | Ligue 1            | 33          | 11          | ?            | 1            | -              | -              | -              |
| 2004 - 2005         | RC Lens              | France     | Ligue 1            | 37          | 9           | 3            | 0            | -              | -              | -              |
| 2005 - 2006         | RC Lens              | France     | Ligue 1            | 33          | 13          | 8            | 1            | C3             | 7              | 5              |
| 2006 - 2007         | RC Lens              | France     | Ligue 1            | 30          | 4           | 7            | 0            | C3             | 10             | 4              |
| août 2007           | RC Lens              | France     | Ligue 1            | 1           | 0           | 0            | 0            | C3             | 1              | 0              |
| 2007 - 2008         | Glasgow Rangers      | Écosse     | SPL                | 20          | 10          | 0            | 0            | C1             | 7              | 1              |
| août 2008           | Glasgow Rangers      | Écosse     | SPL                | 2           | 1           | 0            | 0            | 0              | 0              | 0              |
| 2008 - 2009         | Hull City            | Angleterre | PL                 | 13          | 3           | 0            | 0            | -              | -              | -              |
| 2009 - Jan.2010     | Hull City            | Angleterre | PL                 | 3           | 0           | -            | -            | -              | -              | -              |
| Jan.2010-2010       | → AEL Larissa (prêt) | Grèce      | Superleague Elláda | 9           | 2           | -            | -            | -              | -              | -              |
| 2010-2011           | AEL Larissa          | Grèce      | Superleague Elláda | 27          | 6           | -            | -            | -              | -              | -              |
| oct. 2011-déc. 2011 | FC Sapins            | Gabon      | D1 gabonaise       | 13          | 11          | -            | -            | Sélections     | 45             | 10             |

## Palmarès

### En club
- Champion d'Écosse en 2009 avec les Glasgow Rangers
- Vainqueur de la Coupe Intertoto en 2005 avec le RC Lens
- Vice-Championnat de France de Ligue 2 en 2003 avec Le Mans UC

### En équipe de Gabon
- 55 sélections et 11 buts entre 2000 et 2010
- Vainqueur de la Coupe de la CEMAC en 2013
- Participation à la Coupe d'Afrique des Nations en 2000 (Premier Tour), 2010 (Premier Tour) et en 2012 (1/4 de finaliste)